# Акопян Варужан Едуардович
Варужан Едуардович Акопян (англ. Varuzhan Akobian; 19 листопада 1983, Єреван) — американський шахіст вірменського походження, гросмейстер від 2004 року.

## Шахова кар'єра
У шахи навчився грати в п'ять років. Чотири рази (1993, 1995, 1998, 1999) здобував звання чемпіона країни серед юнаків. Від 1993 до 2000 року багато разів грав за збірну Вірменії на чемпіонатах світу та Європи серед юніорів у різних вікових категоріях, найвищого успіху досягнув 1999 року в Літохоро, де здобув бронзову медаль чемпіонату Європи серед юнаків до 16 років. Також був бронзовим медалістом чемпіонату світу серед юнаків до 12 років зі швидких шахів (Париж, 1995).
2001 року переїхав до Лос-Анджелеса і від наступного року на міжнародній арені виступав під кольорами Сполучених Штатів, невдовзі здобув звання гросмейстера (норми виконав у 2002 році — Філадельфія і Сан-Франциско а також у 2004 році — Лос-Анджелес). 2003 року завоював у Маямі звання чемпіона США серед юніорів до 20 років, крім того у 2007 році кваліфікувався на кубок світу, де в 1-му колі поступився Михайлові Ройзу. 2007 року здобув у Калі бронзову медаль чемпіонату Америки. У 2014 році здобув у Сент-Луїсі срібну медаль чемпіонату США в особистому заліку.
Неодноразово представляв Сполучені Штати на командних змаганнях, в тому числі:
- чотири рази на шахових олімпіадах (2006, 2008, 2012, 2014); дворазовий медаліст: разом з командою — двічі бронзовий (2006, 2008)[4],
- двічі на командних чемпіонатах світу (2010, 2013); дворазовий медаліст: разом з командою — срібний (2010) а також в особистому заліку — бронзовий (2013 — на 5-й шахівниці)[5],
- на командному панамериканському чемпіонаті (2013); дворазовий медаліст: разом з командою — золотий (2013) а також в особистому заліку — срібний (2013 — на 2-й шахівниці)[6].

Досягнув низки успіхів у міжнародних турнірах, виграв чи поділив 1-ше місце, в тому числі в:
- 2001 — Лос-Анджелес,
- 2002 — Сан-Франциско, Пасадена, Філадельфія (турнір World Open, разом з Іллєю Сміріним, Олександром Оніщуком, Артуром Юсуповим, Яаном Ельвестом, Бенджаміном Файнголдом, Джонатаном Ровсоном і Камілом Мітонем),
- 2003 — Лос-Анджелес (двічі),
- 2004 — Філадельфія (турнір World Open), Лас-Вегас,
- 2005 — Алахуела, Чикаго (разом з Бенджаміном Файнголдом),
- 2006 — Сан-Марино (з Вадимом Міловим),
- 2007 — Філадельфія (турнір World Open, разом з Хікару Накамурою, Сандіпаном Чандою, Леонідом Юдасіним, Євгеном Наєром, Олександром Шабаловим, Олександром Стрипунським, Віктором Михалевським і Хуліо Бесеррою Ріверою), Маямі (разом з в тому числі Хікару Накамурою, Віктором Михалевським, Дарменом Садвакасовим, Звіадом Ізорією, Магешем Панчанантаном і Олександром Шабаловим),
- 2008 — Канберра, Чикаго, Лаббок (з Олександром Оніщуком, Пенталою Харікрішною і Леонідом Крицем), Вілінг (разом з Хікару Накамурою і Тиграном Петросяном).

Найвищий рейтинг Ело дотепер мав станом на 1 червня 2014 року, досягнувши 2653 пунктів посідав тоді 96-те місце в світовій класифікації ФІДЕ, водночас 4-те місце серед американських шахістів.

## Зміни рейтингу
| На цьому місці має відображатися графік чи діаграма, однак з технічних причин його відображення наразі вимкнено. Будь ласка, не видаляйте код, який викликає це повідомлення. Розробники вже працюють для того, щоби відновити штатне функціонування цього графіка або діаграми. | |
| | На цьому місці має відображатися графік чи діаграма, однак з технічних причин його відображення наразі вимкнено. Будь ласка, не видаляйте код, який викликає це повідомлення. Розробники вже працюють для того, щоби відновити штатне функціонування цього графіка або діаграми. |